# Бабенкове (зупинний пункт)
Бабе́нкове — пасажирський залізничний зупинний пункт Полтавської дирекції Південної залізниці на лінії Полтава-Південна — Кременчук між станціями Нові Санжари (5 км) та Ліщинівка (8 км). Розташований поблизу дачних ділянок у  Полтавському районі Полтавської області.

## Пасажирське сполучення
На зупинному пункті зупиняються приміські електропоїзди напрямку Полтава-Південна — Кременчук.